# Under The Moon (KREVAの曲)
「Under The Moon」（アンダー・ザ・ムーン）は、日本のヒップホップMC、KREVAのメジャー22枚目のシングルである。発売元はポニーキャニオン。

## 概要
前作から1年ぶりとなるシングル。初の47都道府県ツアー「UNDER THE MOON」開催前にリリースが決まり、発売告知から2週間弱でのリリースとなった。初回生産分は9080枚限定で蓄光ジャケット仕様となっており、封入されているツアー告知フライヤーを47都道府県ツアーに持参すると、来場特典として先着で「UNDER THE MOON 47都道府県別ボディーシール」がプレゼントされた。

## 収録曲
1. Under The Moon
最初に曲の歌詞にある"必ず Under The Moon"というフレーズが出て、Under The Moonが2015年のツアータイトルになった経緯からトラックを制作しタイトルに沿って歌詞が書かれた[1]。
2. これでよければいくらでも
前から出来上がっていたトラックに歌詞を書いて制作したもの。2015年のツアーの告知用にこれでよければいくらでものトラックを使ったことがきっかけとなったという[1]。次曲の「47都道府県ラップ」が押韻にこだわった楽曲に仕上がった為、この曲の歌詞はタイトにライミングすることに縛られずに書くことができたという[2]。
3. 47都道府県ラップ
思いつきからKREVAが勝手に作ってしまった楽曲。トラックが先に制作された。歌詞の中には47都道府県が1番北の北海道から南の沖縄県まで上から下に順に全て登場し、全ての都道府県で韻を踏んでいる。
自宅のお風呂に娘が貼っていた日本地図がきっかけとなった[3][出典無効]。1番の歌詞はその地図を見ながらお風呂で書き上げ、残りの歌詞はスタジオで書かれた[1]。
4. Under The Moon (Inst.)
5. これでよければいくらでも (Inst.)
6. 47都道府県ラップ (Inst.)